# 佩奇基

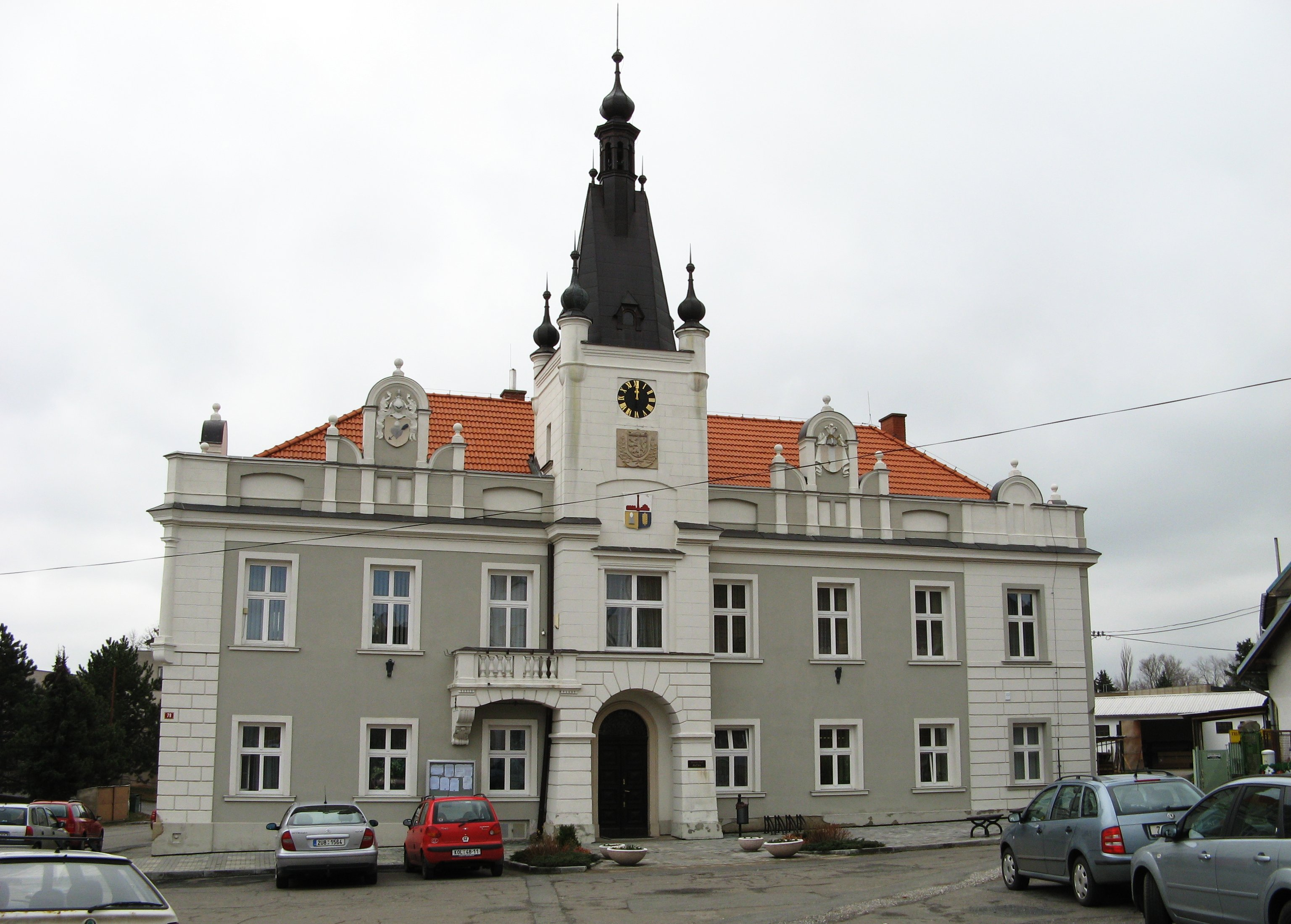

佩奇基是捷克的城鎮，位於該國中部，距離科林15公里，由中波希米亞州負責管轄，面積10.75平方公里，海拔高度194米，該地區自新石器時代有人類居住，2006年人口達到4,283。

## 外部連結
- Municipal website（页面存档备份，存于）